# Prix littéraires du Gouverneur général 1981
Liste des prix littéraires du Gouverneur général pour 1981, chacun suivi des finalistes.

## Français

### Prix du Gouverneur général: romans et nouvelles de langue française
- Denys Chabot, La Province lunaire
- Noël Audet, Ah, l'amour l'amour
- Aline Beaudin Beaupré, L'Aventure de Blanche Morti
- Louis Caron, Le Canard de bois

### Prix du Gouverneur général: poésie de langue française
- Michel Beaulieu, Visages

### Prix du Gouverneur général: théâtre de langue française
- Marie Laberge, C'était avant la guerre à l'anse à Gilles
- Jean-Pierre Ronfard, Vie et mort du Roi Boiteux

### Prix du Gouverneur général: études et essais de langue française
- Madeleine Ouellette-Michalska, L'Échappée des discours de l'œil
- Maurice Cusson, Délinquants pourquoi?
- Andrée Pilon-Quiviger, L'Éden éclaté

## Anglais

### Prix du Gouverneur général: romans et nouvelles de langue anglaise
- Mavis Gallant, Home Truths: Selected Canadian Stories

### Prix du Gouverneur général: poésie de langue anglaise
- F.R. Scott, The Collected Poems of F.R. Scott
- Alfred Bailey, Miramichi Lightning: Collected Poems
- Barry McKinnon, The The

### Prix du Gouverneur général: littérature jeunesse de langue anglaise - texte
- Sharon Pollock, Blood Relations
- Charles Tidler, Straight Ahead and Blind Dancers
- George F. Walker, Theatre of the Film Noir

### Prix du Gouverneur général: études et essais de langue anglaise
- George Calef, Caribou and the barren-lands
- Claude Bissell, The Young Vincent Massey
- Elspeth Cameron, Hugh MacLennan: A Writer's Life